# Donji Milješ
Donji Milješ (cyr. Доњи Миљеш) – wieś w Czarnogórze, w gminie Tuzi. W 2011 roku liczyła 595 mieszkańców.